# Teresina S. A.
Teresina S. A. es una sitcom creada e interpretada por la compañía de teatro La Cubana y producida por Televisió de Catalunya en 1992. Se estrenó en TV3 el 2 de abril de 1992. La serie consta de 13 episodios de 30 minutos de duración.

## Argumento
Las Teresines son tres hermanas solteras y jubiladas que viven juntas en un piso del barrio de Gracia de Barcelona donde, junto con sus vecinos (todos muy pintorescos y divertidos), se pasan el día cotilleando y trabajando en la economía sumergida, preparando pedidos en su casa.
Cada episodio contiene una historia independiente en el que las situaciones provocadas por los personajes hacen que los líos sean prácticamente constantes. La serie se considera un pequeño homenaje a todas las madres, tías, tíos, vecinas, amigos, tenderos, niños y niñas "teresines".

## Personajes
- Teresina Carbonell (Mercè Comes)

Aunque no sabemos su edad precisa, es la mayor de las tres hermanas. Probablemente hace tiempo que pasa de los 60 y es la que tiene más genio de las tres.
- Mari Tere Carbonell (Mont Plans)

Es la hermana mediana y, como la mayor, ya ha pasado de los 60, puesto que siempre dicen que de hermano a hermano se llevan dos años. Es la más normal de las tres.
- Tere Carbonell (Sílvia Aleacar)

Es la pequeña de las tres hermanas y ya pasa de los 50, acercándose a los 60. Es la "niña" y la más romántica.
- Tomàs Carbonell (Miquel Crespi)

Es el hermano pequeño y, como ellas, es un solterón. Trabaja cobrando recibos por las casas y sus hermanas lo tienen malcriado. Aunque en realidad es un cero a la izquierda, sus hermanas le hacen creer que es el hombre de la casa.
- Angelina (Anna Barrachina)

Vive en el cuarto piso y está casada con Sebastià, que es un guardia urbano. Siempre dice trabaja porque en casa se aburre y no por necesidad. Tiene una hija que se llama Conxiteta.
- Avelino (José Corbacho)

Es el propietario de una tasca que está justo debajo del piso de las Teresinas. Es gallego pero lleva muchos años viviendo en Barcelona. A veces, cuando no abre el bar, sube a casa de las Teresina para echar un cable.
- Eugenio (José Corbacho)

Es el peluquero del barrio, gay, escandaloso y cotilla. Es el encargado de organizar las fiestas de la calle.
- Montserrat (Carme Montornés)

Es la vecina del piso de arriba y amiga de toda la vida. Era soltera como ellas pero encontró un viudo con el que ya lleva diez años casada. Aunque está claro que se casó por casarse, continuamente les restriega su felicidad y la suerte que ha tenido habiendo encontrado a "su Antònio".
- Paca (Maria José Pérez)

Una valenciana auténtica, viuda de un militar. Aunque lo organiza todo es muy poco organizada y le gusta mandar y figurar. Es la presidenta del barrio en la lucha contra el cáncer de la Cruz Roja, de Cáritas y, evidentemente, del Casal Fallero de Gracia, entre otros. Le encanta decir que se dedica a la caridad y vive en el segundo piso.
- Datos: Q11951601